# Кущинський Микола Трифонович
Мико́ла Три́фонович Кущи́нський (6 липня 1874 — після вересня 1918) — полковник РІА та українського війська.

## Життєпис
Народився 1874 року, загальну освіту здобув у Ніколаєвському реальному училищі. 11 серпня 1894 року поступив на військову службу.
Закінчив по 2-му розряду Одеське піхотне юнкерське училище. Служити направлений в 58-й піхотний Прагський полк. 1897 — підпоручик, 1901 — поручик, 1905 — штабс-капітан. Станом на 1909 рік — в 2-му Ковенському кріпосному піхотному полку, того ж року — капітан. 1913 року — в 10-му Фінляндському стройовому полку.
Учасник Першої світової війни. На 1916 рік — підполковник.
На квітень 1917 року — командир 10-го Туркестанського полку.
1918 року в армії Української Держави, полковник командир 24-го пішого Херсонського полку.
Після розформування полку у вересні 1918-го закликав офіцерів їхати на Дон та вступати в Добровольчу армію. Подальша доля невідома.
Нагороджений орденами Св. Станіслава 3-го ступеня (1905), Св. Ганни 3-го ступеня (1911), Св. Георгія 4-го ступеня (1916), мечі й бант до ордена Св. Станіслава 3-го ступеня (1916), Георгіївська зброя (1917).